# Championnat du monde des voitures de sport 1986
Navigation
Édition précédente Édition suivante
Le Championnat du monde des voitures de sport 1986 est la 34e saison du Championnat du monde des voitures de sport (WSC) FIA. Il est réservé pour les voitures du Groupe C classées en deux catégories : C1 et C2. La catégorie GTP est invitée et permet aux voitures spécifiques IMSA de prendre part à ce championnat qui s'est couru du 20 avril au 5 octobre 1986, comprenant neuf courses.

## Calendrier
| Manche | Course                                         | Circuit                      | Participants | Date               |
| ------ | ---------------------------------------------- | ---------------------------- | ------------ | ------------------ |
| 1      | 360 km de Monza - Coppa Kouros                 | Autodromo Nazionale di Monza | 27           | 20 avril           |
| 2      | 1 000 km de Silverstone - Kouros               | Circuit de Silverstone       | 32           | 5 mai              |
| 3      | 24 Heures du Mans                              | Le Mans                      | 50           | 31 mai et 1er juin |
| 4      | 180 km de Nuremberg - 100 Meilen von Nürnberg† | Norisring                    | 24           | 29 juin            |
| 5      | 1 000 km de Brands Hatch - Shell Gemini†       | Circuit de Brands Hatch      | 30           | 20 juillet         |
| 6      | 360 km de Jerez - Trofeo Silk Cut†             | Circuit permanent de Jerez   | 17           | 3 août             |
| 7      | 1 000 km du Nürburgring - ADAC Kouros          | Nürburgring                  | 31           | 24 août            |
| 8      | 1 000 km de Spa - Kouros                       | Circuit de Spa-Francorchamps | 33           | 14 septembre       |
| 9      | 1 000 km de Fuji                               | Fuji Speedway                | 40           | 5 octobre          |

† - Course où il n'y a pas de points attribués aux équipes.

## Résultats de la saison

### Attribution des points
Les points sont distribués aux dix premiers de chaque course dans l'ordre de 20-15-12-10-8-6-4-3-2-1 points, toutefois :
- Les pilotes qui ne conduisent pas la voiture dans un certain pourcentage de tours dans une course n'ont pas droit aux points.
- Les constructeurs ne reçoivent les points que de leur voiture la mieux classée, les autres voitures du même constructeur ne marquant aucun point, cependant les points sont attribués aux pilotes de ces voitures.
- Le pilote et les équipes ne marquent pas de points s'ils n'accomplissent pas 90 % de la distance du vainqueur.

### Courses
| Manche | Circuit           | Équipe vainqueur C1                      | Équipe vainqueur C2                       | Résultats |
| Manche | Circuit           | Pilote vainqueur C1                      | Pilote vainqueur C2                       | Résultats |
| ------ | ----------------- | ---------------------------------------- | ----------------------------------------- | --------- |
| 1      | Monza             | Rothmans Porsche                         | Gebhardt Motorsport                       | Résultats |
| 1      | Monza             | Hans-Joachim Stuck Derek Bell            | Frank Jelinski Stanley Dickens            | Résultats |
| 2      | Silverstone       | Silk Cut Jaguar                          | Spice Engineering                         | Résultats |
| 2      | Silverstone       | Eddie Cheever Derek Warwick              | Gordon Spice Ray Bellm                    | Résultats |
| 3      | Le Mans           | Rothmans Porsche                         | ADA Engineering                           | Résultats |
| 3      | Le Mans           | Hans-Joachim Stuck Derek Bell Al Holbert | Ian Harrower Evan Clements Tom Dodd-Noble | Résultats |
| 4      | Norisring         | Joest Racing                             | Gebhardt Racing                           | Résultats |
| 4      | Norisring         | Klaus Ludwig                             | Stanley Dickens                           | Résultats |
| 5      | Brands Hatch      | Richard Lloyd Racing                     | Ecurie Ecosse                             | Résultats |
| 5      | Brands Hatch      | Bob Wollek Mauro Baldi                   | Ray Mallock David Leslie                  | Résultats |
| 6      | Jerez             | Brun Motorsport                          | Spice Engineering                         | Résultats |
| 6      | Jerez             | Oscar Larrauri Jesús Pareja              | Gordon Spice Ray Bellm                    | Résultats |
| 7      | Nürburgring       | Kouros Racing Team                       | Ecurie Ecosse                             | Résultats |
| 7      | Nürburgring       | Mike Thackwell Henri Pescarolo           | Ray Mallock Marc Duez                     | Résultats |
| 8      | Spa-Francorchamps | Brun Motorsport                          | Ecurie Ecosse                             | Résultats |
| 8      | Spa-Francorchamps | Thierry Boutsen Frank Jelinski           | Ray Mallock Marc Duez                     | Résultats |
| 9      | Fuji              | Joest Racing                             | Ecurie Ecosse                             | Résultats |
| 9      | Fuji              | Paolo Barilla Piercarlo Ghinzani         | Ray Mallock Marc Duez                     | Résultats |

### Championnat du monde des écuries
Il y a deux classements, un premier pour toutes les catégories et un deuxième pour la catégorie C2 uniquement.
Aucun point n'a été attribué pour les manches 4, 5, et 6. Les points étaient prévus pour la 1re manche, mais n'ont pas été attribués en raison de l'arrêt de la course avec moins de 50 % de la distance couverte.

#### Classement toutes catégories C1-C2-GTP
| Pos | Écurie                                        | Châssis                   | MON    | SIL  | LMS  | NOR    | BHC | JER | NÜR  | SPA  | FUJ  | Total |
| --- | --------------------------------------------- | ------------------------- | ------ | ---- | ---- | ------ | --- | --- | ---- | ---- | ---- | ----- |
| 1   | Brun Motorsport                               | Porsche 956B Porsche 962C | (3)    | 9    | 2    | (4)    | (3) | (1) | Abd. | 1    | 2    | 52    |
| 2   | Blaupunkt Joest Racing                        | Porsche 956B              | (Abd.) | 6    | 3    | (1)    | (2) |     | Abd. | 4    | 1    | 48    |
| 3=  | TWR Silk Cut Jaguar                           | Jaguar XJR-6              | (Abd.) | 1    | Abd. | (2)    | (4) | (3) | Abd. | 2    | 3    | 47    |
| 3=  | Rothmans Porsche                              | Porsche 962C              | (1)    | 2    | 1    |        |     |     | Abd. | 3    | 25   | 47    |
| 5   | Danone Porsche España John Fitzpatrick Racing | Porsche 956B Porsche 962C | (10)   | 5    | 4    | (11)   | Np. | (8) | 3    | 11   |      | 30    |
| 6   | Kouros Racing Team                            | Sauber C8                 | (9)    | 8    | Abd. |        |     |     | 1    | 6    |      | 29    |
| 7   | Richard Lloyd Racing                          | Porsche 956B GTi          |        | 4    | 9    | (Dsq.) | (1) |     | 2    | 10   | Abd. | 28    |
| 8   | Porsche Kremer Racing                         | Porsche 962C              | (8)    | 3    | Abd. | (5)    |     |     | Abd. | 12   | 4    | 22    |
| 9   | Obermaier Racing                              | Porsche 956B              | (7)    | 12   | 5    | (7)    | (8) | (4) | 4    | Abd. |      | 18    |
| 10  | Ecurie Ecosse                                 | Ecosse C285 Ecosse C286   |        | Abd. | 15   |        | (7) |     | 5    | 13   | 19   | 8     |

| Couleur  | Résultat                       |
| -------- | ------------------------------ |
| Or       | Vainqueur                      |
| Argent   | 2e place                       |
| Bronze   | 3e place                       |
| Vert     | Classé dans les points         |
| Bleu     | Classé hors des points         |
| Bleu     | Non classé (Nc.)               |
| Violet   | Abandon (Abd.)                 |
| Rouge    | Non qualifié (Nq.)             |
| Rouge    | Non pré-qualifié (Npq.)        |
| Noir     | Disqualifié (Dsq.)             |
| Blanc    | Non partant (Np.)              |
| Blanc    | Forfait (Forf.)                |
| Blanc    | Course annulée (A)             |
| Neutre   | Non présent                    |
| Neutre   | Exclu (Ex.)                    |
| Gras     | Pole position                  |
| Italique | Meilleur tour en course        |
| †        | Classé sans terminer la course |
| 1 2 3 …  | Classement dans la catégorie   |

#### Classement catégorie C2
| Pos | Écurie                      | Châssis                 | Moteur                                       | MON | SIL | LMS | NOR | BHC | JER | NÜR | SPA | FUJ | Total |
| --- | --------------------------- | ----------------------- | -------------------------------------------- | --- | --- | --- | --- | --- | --- | --- | --- | --- | ----- |
| 1   | Ecurie Ecosse               | Ecosse C285 Ecosse C286 | Ford Cosworth DFL 3.3L V8 Rover V64V 3.0L V6 |     |     | 10  |     |     |     | 20  | 20  | 20  | 70    |
| 2   | Spice Engineering           | Spice SE86C             | Ford Cosworth DFL 3.3L V8                    |     | 20  | 6   |     |     |     | 12  | 15  | 15  | 68    |
| 3   | ADA Engineering             | Gebhardt JC843          | Ford Cosworth DFL 3.3L V8                    |     | 12  | 20  |     |     |     | 10  | 12  | 10  | 64    |
| 4   | Jens Winther                | URD C83                 | BMW 3.5L I6                                  |     | 10  | 15  |     |     |     | 8   | 10  |     | 43    |
| 5=  | Kelmar Racing               | Tiga GC85               | Ford Cosworth DFL 3.3L V8                    |     | 15  |     |     |     |     |     |     |     | 15    |
| 5=  | Gebhardt Motorsport         | Gebhardt JC853          | Ford Cosworth DFL 3.3L V8                    |     |     |     |     |     |     | 15  |     |     | 15    |
| 7   | Lucien Rossiaud             | Rondeau M379C           | Ford Cosworth DFV 3.0L V8                    |     |     | 8   |     |     |     |     | 6   |     | 14    |
| 8   | Automobiles Louis Descartes | ALD 02                  | BMW 3.5L I6                                  |     | 8   |     |     |     |     | 3   | 2   |     | 13    |
| 9   | Roy Baker Racing            | Tiga GC285 Tiga GC286   | Ford Cosworth BDT 1.7L Turbo I4              |     |     |     |     |     |     | 4   | 3   | 6   | 13    |
| 10= | WM Secateva                 | WM P85                  | Peugeot ZNS4 3.0L Turbo V6                   |     |     | 12  |     |     |     |     |     |     | 12    |
| 10= | Martin Schanche Racing      | Argo JM19               | Zakspeed 1.8L Turbo I4                       |     |     |     |     |     |     |     |     | 12  | 12    |
| 12= | Shizumatsu Racing           | Mazda 737C              | Mazda 13B 1.3L 2-Rotor                       |     |     |     |     |     |     |     |     | 8   | 8     |
| 12= | John Bartlett Racing        | Bardon DB1              | Ford Cosworth DFL 3.3L V8                    |     |     |     |     |     |     |     | 8   |     | 8     |
| 14= | Simpson Engineering         | Simpson C286            | Ford Cosworth DFV 3.0L V8                    |     | 6   |     |     |     |     |     |     |     | 6     |
| 14= | Roland Bassaler             | Sauber SHS C6           | BMW 3.5L I6                                  |     |     |     |     |     |     | 6   |     |     | 6     |
| 16  | Chamberlain Engineering     | Tiga TS85               | Hart 1.8L Turbo I4                           |     |     |     |     |     |     |     | 4   |     | 4     |

### Championnat du monde des pilotes
Il y a deux classements, un premier pour toutes les catégories et un deuxième pour la catégorie C2 uniquement.

#### Classement toutes catégories C1-C2-GTP
| Pos | Pilote             | Écurie                  | MON | SIL | LMS  | NOR | BHC | JER | NÜR | SPA | FUJ | Total |
| --- | ------------------ | ----------------------- | --- | --- | ---- | --- | --- | --- | --- | --- | --- | ----- |
| 1=  | Derek Bell         | Rothmans Porsche        | 20  | 15  | 20   |     | 15  |     |     | 12  |     | 82    |
| 1=  | Hans-Joachim Stuck | Rothmans Porsche        | 20  | 15  | 20   |     | 15  |     |     | 12  |     | 82    |
| 3   | Derek Warwick      | Silk Cut Jaguar         |     | 20  |      | 12  | 10  | 12  |     | 15  | 12  | 81    |
| 4   | Frank Jelinski     | Brun Motorsport Porsche |     | 2   |      | 10  | 12  | 15  |     | 20  | 15  | 74    |
| 5   | Eddie Cheever      | Silk Cut Jaguar         |     | 20  |      | 15  | 6   |     |     | 8   | 12  | 61    |
| 6   | Oscar Larrauri     | Brun Motorsport Porsche | 10  | 1   | 15   |     |     | 20  |     |     | 4   | 50    |
| 7   | Paolo Barilla      | Joest Racing            |     | 6   |      |     | 8   |     |     | 10  | 20  | 44    |
| 8   | Thierry Boutsen    | Brun Motorsport Porsche | 8   |     |      | 1   | 12  |     |     | 20  |     | 41    |
| 9   | Mauro Baldi        | Liqui Moly              |     |     | 2    |     | 20  |     | 15  | 1   |     | 38    |
| 10= | Jesús Pareja       | Brun Motorsport Porsche | 10  | 1   | (15) |     |     | 20  |     |     | 4   | 35    |
| 10= | Walter Brun        | Brun Motorsport Porsche | 12  | 2   |      | 6   |     | 15  |     | (2) |     | 35    |
| 10= | Jürgen Lässig      | Obermaier Racing        | (4) |     | 8    | 4   | 3   | 10  | 10  |     |     | 35    |

Note : Seul Derek Bell remporte le titre cette saison, Stuck ayant piloté dans une autre écurie et s'étant moins bien classé lors de la manche 4.

#### Classement catégorie C2
| Pos | Pilote            | Écurie               | MON | SIL | LMS | NOR | BHC | JER | NÜR | SPA | FUJ | Total |
| --- | ----------------- | -------------------- | --- | --- | --- | --- | --- | --- | --- | --- | --- | ----- |
| 1=  | Gordon Spice      | Spice Engineering    | 15  | 20  | (6) |     | 12  | 20  | 12  | 15  | 15  | 99    |
| 1=  | Ray Bellm         | Spice Engineering    | 15  | 20  | (6) |     | 12  | 20  | 12  | 15  | 15  | 99    |
| 3   | Ray Mallock       | Ecurie Ecosse        |     |     |     |     | 20  |     | 20  | 20  | 20  | 80    |
| 4=  | Evan Clements     | ADA Engineering      |     | 12  | 20  |     |     | 15  | 10  | 12  | 10  | 79    |
| 4=  | Ian Harrower      | ADA Engineering      |     | 12  | 20  |     |     | 15  | 10  | 12  | 10  | 79    |
| 6   | Marc Duez         | Ecurie Ecosse        |     |     |     |     |     |     | 20  | 20  | 20  | 60    |
| 7   | Jens Winther      | Jens Winther Denmark |     | 10  | 15  |     | 10  |     | 8   | 10  |     | 53    |
| 8   | Pasquale Barberio | Kelmar Racing Tiga   | 10  | 15  |     |     | 15  | 12  |     |     |     | 52    |
| 9   | David Mercer      | Jens Winther Denmark |     | 10  | 15  |     | 10  |     |     | 8   |     | 43    |
| 10  | Stanley Dickens   | Gebhardt Motorsport  | 20  |     |     | 20  |     |     |     |     |     | 40    |